# Igły nad Drągiem
Igły nad Drągiem (słow. Ihly nad Drúkom, Zub nad Ľadovým) – grupa czterech małych turniczek składających się w jedną niepozorną turnię znajdująca się w Grani Kończystej w słowackiej części Tatr Wysokich. Od Turni nad Drągiem znajdującej się na północy oddzielone są Stadłową Przełączką, a od Małej Kończystej na południu oddziela je siodło Przełączki pod Małą Kończystą. Na wierzchołki Igieł nad Drągiem nie prowadzą żadne znakowane szlaki turystyczne, są dostępne jedynie dla taterników.
Nazewnictwo Igieł nad Drągiem wywodzi się od turni Drąg, powyżej której się znajdują. Alternatywne nazewnictwo słowackie (Zub nad Ľadovým) pochodzi od Zmarzłego Stawu Mięguszowieckiego.

## Historia
Pierwsze wejścia turystyczne:
- Miklós Szontagh (junior), Zoltán Zsigmondy i Johann Franz (senior), 11 sierpnia 1905 r. – letnie,
- Ivan Gálfy, Juraj Richvalský i Ladislav Richvalský, nocą 13-14 kwietnia 1953 r. – zimowe.